# Gare d'Hazebrouck
La gare d'Hazebrouck est une gare ferroviaire française des lignes de Lille aux Fontinettes et d'Arras à Dunkerque-Locale, située sur le territoire de la commune d'Hazebrouck, dans le département du Nord, en région Hauts-de-France.
Elle est mise en service en 1848 par la Compagnie des chemins de fer du Nord. C'est une gare de la Société nationale des chemins de fer français (SNCF), desservie par des TGV inOui et des trains TER Hauts-de-France.

## Situation ferroviaire
Établie à 29 mètres d'altitude, la gare de bifurcation d'Hazebrouck est située au point kilométrique (PK) 46,380 de la ligne de Lille aux Fontinettes, entre les gares de Strazeele et d'Ebblinghem, et au PK 264,186 de la ligne d'Arras à Dunkerque-Locale, entre les gares de Steenbecque et de Cassel.
Elle était l'origine de la ligne d'Hazebrouck à Boeschepe, qui rejoignait la frontière et la ligne belge de Courtrai à Poperinge (frontière).

## Histoire
La « station d'Hazebrouck » est mise en service le 1er septembre 1848 par la Compagnie des chemins de fer du Nord, lorsqu'elle ouvre la section de son chemin de fer de Lille à Saint-Pierre-lès-Calais, ainsi que le chemin de fer de Lille à Dunkerque dont la bifurcation se situe à Hazebrouck. Un premier bâtiment voyageurs provisoire est remplacé en 1861 par une structure définitive, avec une marquise recouvrant quatre voies, tandis que la halle à marchandises est agrandie.
Le 15 septembre 1861, la gare Hazebrouck ajoute une seconde bifurcation avec le chemin de fer menant à Béthune, prolongé vers Arras en 1862.

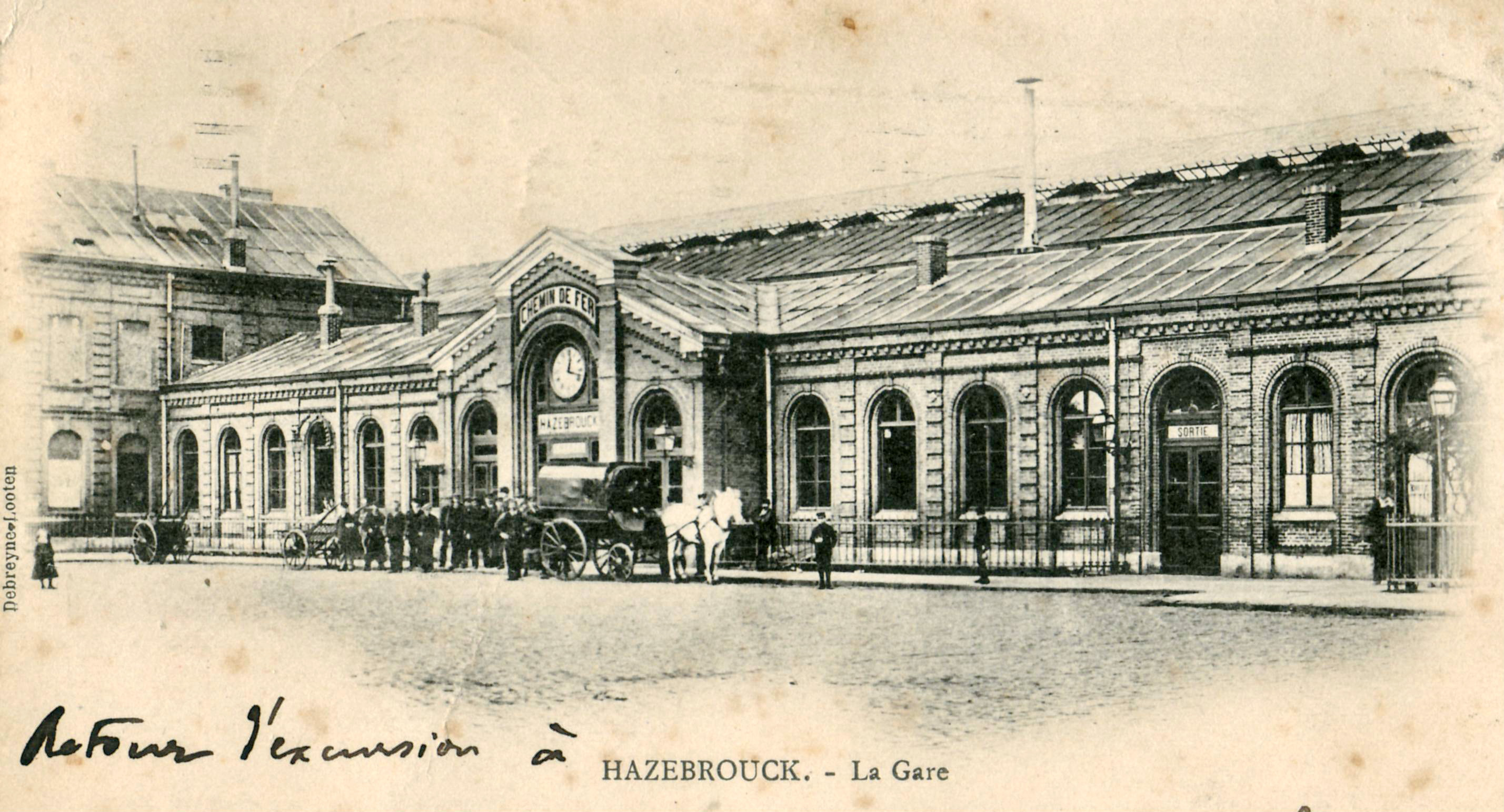
La gare de 1861.

Le tableau du classement par produit des gares du département du Nord pour l'année 1862, réalisé par Eugène de Fourcy, ingénieur en chef du contrôle, place la station d'Hazebrouck au 22e rang, et au 53e pour l'ensemble du réseau du Nord, avec un total de 169 803,03 francs. Dans le détail, cela représente : 90 195,58 francs pour un total de 53 568 voyageurs transportés, la recette marchandises étant de 6 710,31 francs pour la « grande vitesse » et de 72 897,14 francs pour la « petite vitesse ».
Le 10 juin 1870 est inaugurée la ligne d'Hazebrouck à Boeschepe et son prolongement vers la gare de Poperinge en Belgique. Selon les termes de la convention passée entre les gouvernements français et belge, la Société des chemins de fer de la Flandre-Occidentale, une société belge, a construit la ligne et en assure l'exploitation jusqu'à Hazebrouck. Les Chemins de fer de l'État belge puis la SNCB prennent le relai jusqu'en 1942.
En 1885, les installations servant au service d'alimentation en eau sont améliorées, une nouvelle passerelle pour les piétons est installée et un « cabinet d'aisances avec urinoirs » est construit.
Le bâtiment voyageurs et la marquise de 1861 sont détruits pendant la Seconde Guerre mondiale. Un nouveau bâtiment est reconstruit au début des années 1960 ; il est achevé en 1964, mais la marquise ne sera jamais remontée.
Le trafic voyageurs sur la ligne vers Boeschepe et Poperinge se réduit après la fermeture aux voyageurs de la section au-delà de la frontière belge et cesse en 1954. Des trains de marchandises continueront à desservir cette ligne sur toute sa longueur jusqu'en 1954.
Entre 1894 et 1954, la gare sert également de terminus à la ligne de chemin de fer secondaire à écartement métrique d'Hazebrouck à Hondschoote. De même, entre 1906 et 1962, elle est également l'origine de la ligne d'Hazebrouck à Merville.

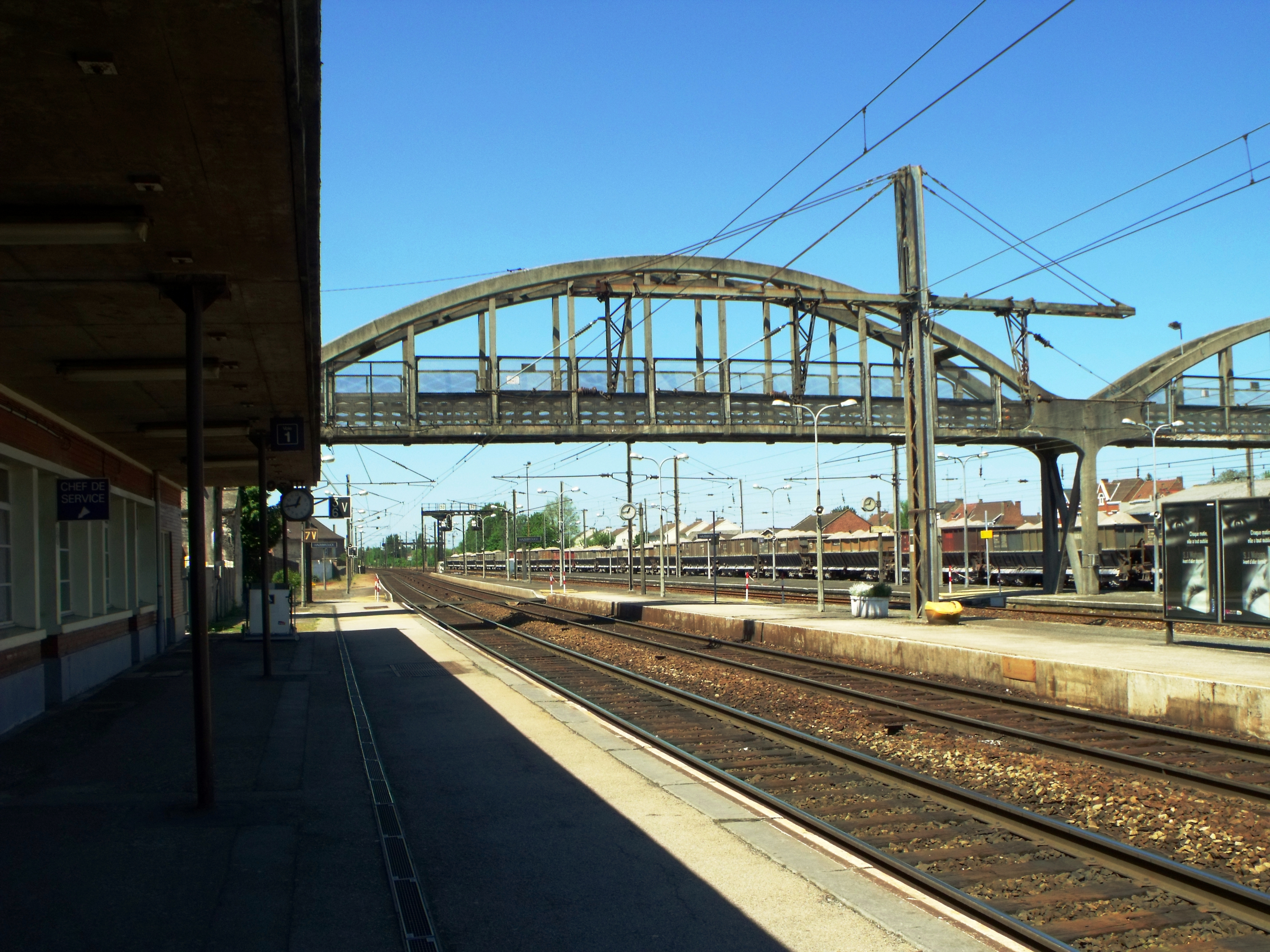
L'ancienne passerelle, en 2013.

La passerelle — en béton armé — permettant le franchissement du faisceau de voies de la gare, par les piétons (à qui un long détour est ainsi évité), est fermée le 8 mars 2021, puis démolie en mai de la même année. Le nouvel ouvrage est installé en mai 2022, puis ouvert au public le 8 octobre suivant ; il est inauguré le 9 juin 2023.

## Service des voyageurs

### Accueil
Gare de la SNCF, elle dispose d'un bâtiment voyageurs, avec guichet, ouvert tous les jours. Elle est équipée d'automates pour l'achat de titres de transport. C'est une gare « Accès Plus » disposant d'aménagements, d'équipements et services pour les personnes à la mobilité réduite.

### Desserte
Hazebrouck est desservie par des TGV inOui, effectuant la liaison Paris-Nord – Arras – Lens – Béthune – Hazebrouck – Dunkerque.
En outre, la gare est un nœud du réseau régional TER Hauts-de-France, en étant desservie par les lignes commerciales suivantes :
- Arras – Lens – Béthune – Hazebrouck – Dunkerque (K52) ;
- Lille-Flandres – Armentières – Hazebrouck – Dunkerque (K70) ;
- Lille-Flandres – Armentières – Hazebrouck – Saint-Omer – Calais-Ville (K71) ;
- Lille-Flandres – Armentières – Hazebrouck (C70) ;
- Arras – Lens – Béthune – Hazebrouck (P52) ;
- Arras – Lens – Béthune – Hazebrouck – Saint-Omer – Calais-Ville (P54) ;
- Hazebrouck – Dunkerque (P70) ;
- Hazebrouck – Saint-Omer – Calais-Ville (P71).

### Intermodalité
Un parc pour les vélos et un parking sont aménagés à ses abords. Elle est desservie par des autocars du réseau Arc-en-Ciel 1 (lignes 905, 906, 907, 912, 926, 927, 928, 929 et 930). Elle est également desservie par la ligne 62 du réseau flamand De Lijn, la reliant à Poperinge.

## Service des marchandises
Hazebrouck est une gare ouverte au service du fret.

## Galerie de photographies

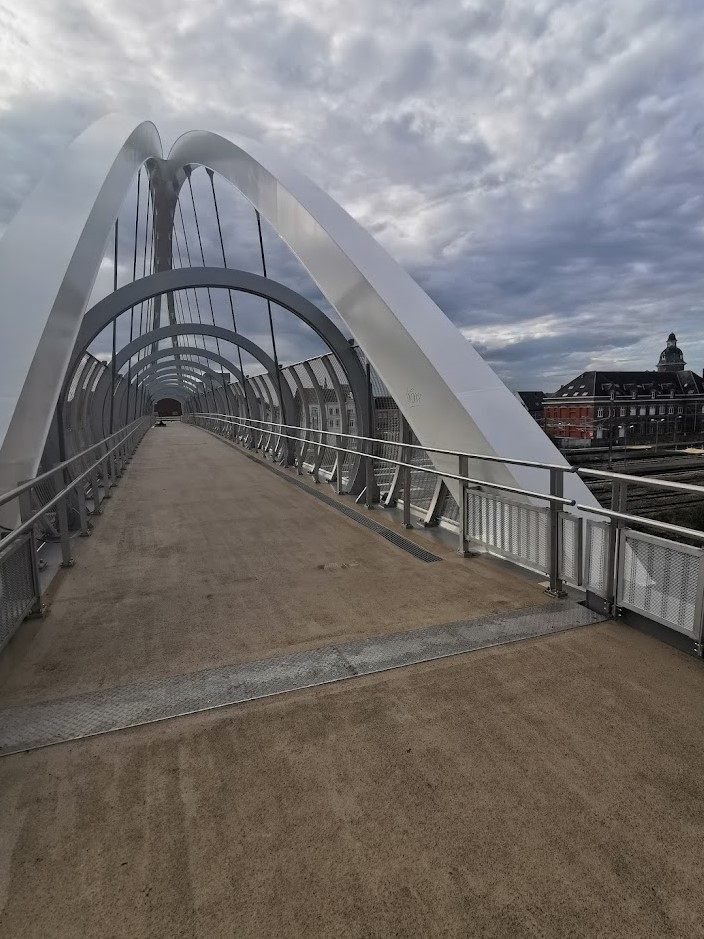
La nouvelle passerelle.
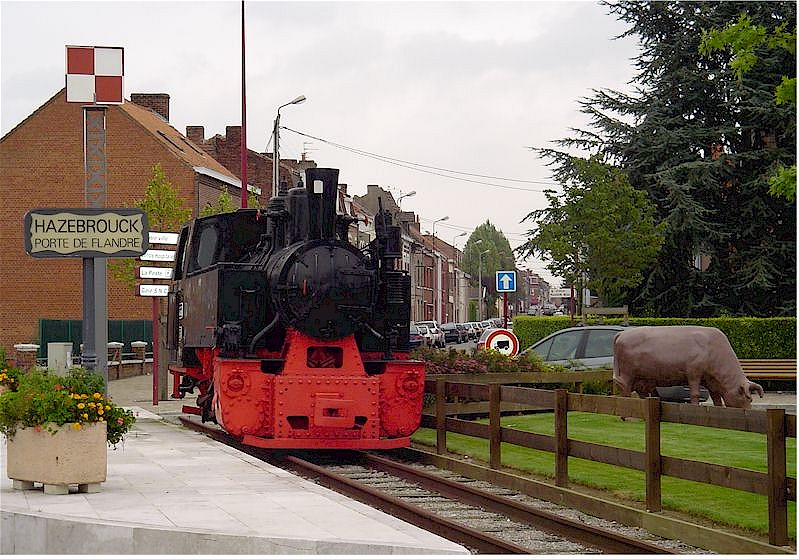
Locomotive servant de monument, près de l'entrée de la gare.
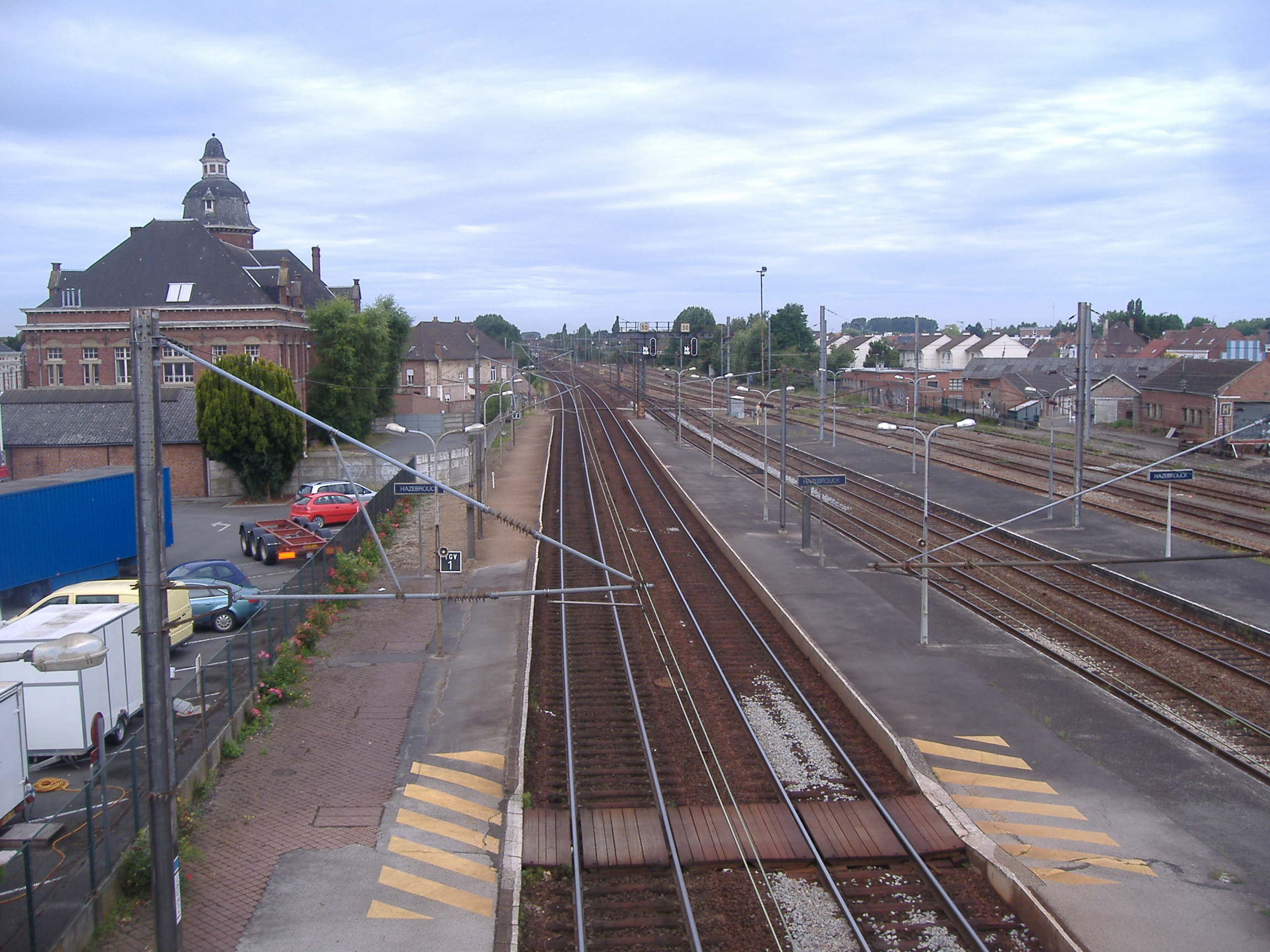
Les voies et les quais.
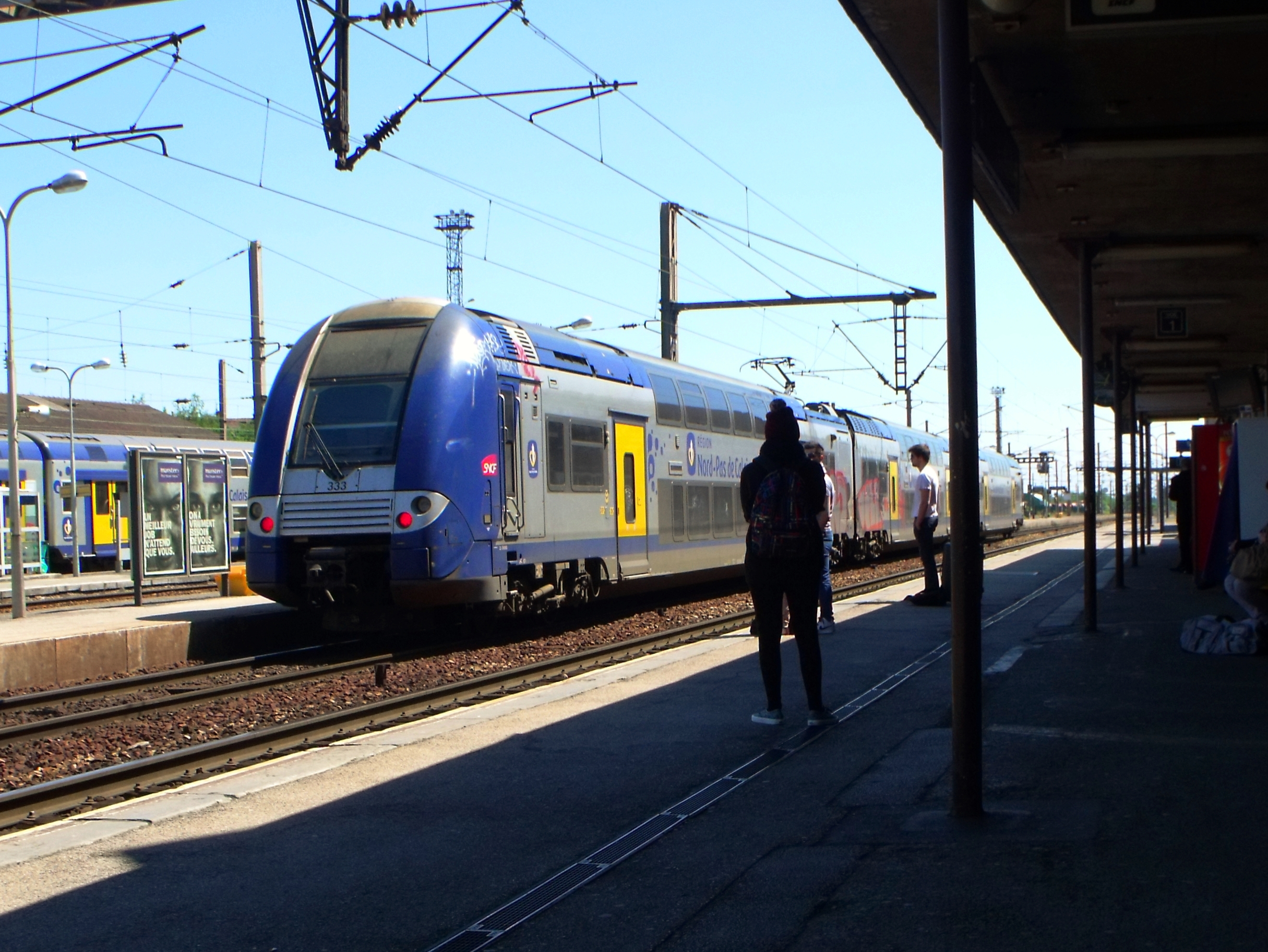
Une rame Z 24500, marquant l'arrêt en gare.